# Jezioro Krzywe (powiat świdwiński)
Jezioro Krzywe – jezioro na Pojezierzu Drawskim, położone w woj. zachodniopomorskim, w powiecie świdwińskim, w gminie Połczyn-Zdrój, o
powierzchni 4,0 ha. Głębokość zbiornika wynosi 5,0 m.
Lustro wody jeziora znajduje się na wysokości 150 m n.p.m. W typologii rybackiej jest jeziorem sandaczowym.
Przez jezioro przepływa rzeka Drawa, biegnąca do położonego 150 m na południowy wschód jeziora Krąg. Przy zachodnim brzegu jeziora biegnie droga wojewódzka nr 163.
Jezioro Krzywe zostało objęte rezerwatem przyrody Dolina Pięciu Jezior. Jezioro znajduje się w Drawskim Parku Krajobrazowym oraz obszarze specjalnej ochrony ptaków Ostoja Drawska.
W 2004 roku dokonano badań czystości wód powierzchniowych, gdzie oceniono wody Jeziora Krzywego na II klasę czystości.
Nazwę Jezioro Krzywe wprowadzono urzędowo w 1950 roku, zastępując poprzednią niemiecką nazwę jeziora – Oberer See.